# 2052
2052 (MMLII) será un año bisiesto comenzado en lunes en el calendario gregoriano. Será también el número 2052 anno Dómini o de la designación de la era cristiana. Será el quincuagésimo segundo año del Siglo XXI y del III milenio. También el segundo de la sexta década del Siglo XXI y el tercero del decenio de los Años 2050. Será designado como:
• El Año del Mono, según el horóscopo chino.

## Acontecimientos

### Marzo
- 30 de marzo: Se producirá un Eclipse Solar Total, visible en Kiribati, Nueva Zelanda, Estados Unidos y México, siendo este último la primera vez que se observe un eclipse en total solar en el Centro de México tras casi 61 años del último ocurrido, desde el 11 de julio de 1991.[1]
- Se cumplen 100 años de la muerte de Jorge VI y el ascenso de Isabel II  al trono británico, Isabel fallecida en 2022.

## Ciencia ficción
- En la saga de videojuegos Deus Ex, 2052 es el año en el que transcurre el primer juego.[2]